# Verbe d'action
Un verbe d'action, ou verbe dynamique, est un type sémantique  de verbe dont le procès indique un acte, une opération, une activité typiquement effectuée par un agent, éventuellement sur ou à destination d'un patient. Le verbe est alors dit transitif.
Un verbe d'action s'inscrit dans le temps, peut impliquer une durée ou ne définir qu'un évènement ponctuel. L'action peut être volontaire ou non de la part de l'agent.
Exemples en français : « courir », « manger », « chanter », « parler », « travailler », « partir », « dormir », « entendre », « tomber », « recevoir », « finir », etc.
Du point de vue des fonctions syntaxiques, les verbes d'action sont ceux qui définissent un sujet et éventuellement un ou plusieurs objets.
Les verbes qui ne sont pas d'action sont des verbes d'état. 